# Potravní řetězec
Potravní řetězec popisuje potravní vztahy mezi druhy v ekosystému, tzn. který druh požírá který. Jinými slovy ukazuje, jak se v rámci ekosystému přesunuje biologický materiál a energie z jednoho druhu na druhý.
Obvykle se vztah mezi požírajícím organismem a požíraným znázorňuje v diagramu šipkou, která reprezentuje přenos biomasy. Organismy jsou seskupeny do skupin (tzv. trofických úrovní) podle toho, jak jsou vzdáleny od primárního producenta. Primární producent (autotrofní organismus, dokáže vyrábět složité organické látky (tedy vlastně „potravu“) jen ze zdrojů energie a anorganického materiálu. Primárními producenty jsou obvykle fotosyntetizující rostliny a řasy, ve vzácných případech to mohou být i chemotrofní organismy, jako tomu je například na dně hlubokých moří.
Člověk se vyvinul na vrcholu potravního řetězce.

## Potravní řetězce v ekosystémech
Ekosystémy jsou komplexními jednotkami v potravních řetězcích. Ekosystémy je třeba udržovat ve stavu, který se co nejvíce blíží původnímu, přirozenému stavu. Existence života na Zemi je totiž závislá na přeměně vyloučených (odpadních) produktů, které vznikly při zpracování přijatých živin. Dekompozicí (rozkladem) odpadních produktů dojde k doplnění zdrojů anorganických látek, které mohou autotrofní organismy (rostliny aj.) použít k vytvoření organických látek. Procesu zvaného dekompozice se účastní rozkladač. Procesy, které probíhají mezi biotickými a abiotickými složkami ekosystémů, se nazývají biogeochemické cykly.
Většina živin je soustředěna ve čtyřech základních zdrojích, které dále posuzujeme, zda jsou dostupné nebo nedostupné:
1. Žijící organismy a detrit – organické látky v dostupné formě
2. Uhlí, ropa a rašelina – organické látky v nedostupné formě
3. Atmosféra, půda a voda – anorganické látky v dostupné formě
4. Minerály a horniny – anorganické látky v nedostupné formě

Obecný popis biogeochemických cyklů, které probíhají mezi těmito čtyřmi zdroji je znázorněn na obrázku vpravo, kde jsou šipkami znázorněny biologické a geologické procesy, díky nimž dochází k pohybu látek mezi jednotlivými zdroji. Praktickým příkladem přirozeného ekosystému je prostředí jihočeských rybníků. Do rybníka jsou přiváděny minerály rozpuštěné v dešťové vodě, nebo se do rybníka dostane vzduchem spadané listí, pyl kvetoucích rostlin nebo jiné plynné sloučeniny uhlíku kyslíku a dusíku. Ptáci, živící se rybami nebo ryby samotné odčerpávají z ekosystému rybníka hmyz, larvy a jiné živočichy a rostliny, které pak z části vylučují a zajišťují tím přirozený koloběh látek v přírodě. Rychlost, s jakou jednotlivé prvky cirkulují v ekosystémech, je závislá na rychlosti rozkladných procesů. Faktory, které tyto dekompoziční procesy ovlivňují jsou: teplota, přítomnost vody, přítomnost kyslíku (O2), chemické složení půdy a v neposlední řadě i vliv člověka na ekosystémy a biosféru.